# 라스페치아도
라스페치아도(이탈리아어: Provincia della Spezia)은 이탈리아 북부 리구리아주의 도이다. 도청 소재지는 라스페치아이다. 면적은 881 km2, 인구는 221,663명(2014년 기준)이다.

## 코무네
도에 속하는 코무네는 모두 32개이다.
- 아멜리아(Ameglia)
- 아르콜라(Arcola)
- 베베리노(Beverino)
- 볼라노(Bolano)
- 보나솔라(Bonassola)
- 보르게토디바라(Borghetto di Vara)
- 브루냐토(Brugnato)
- 칼리체알코르노빌리오(Calice al Cornoviglio)
- 카로(Carro)
- 카로다노(Carrodano)
- 카스텔누오보마그라(Castelnuovo Magra)
- 데이바마리나(Deiva Marina)
- 폴로(Follo)
- 프라무라(Framura)
- 라스페치아(La Spezia)
- 레리치(Lerici)
- 레반토(Levanto)
- 마이사나(Maissana)
- 몬테로소알마레(Monterosso al Mare)
- 오르토노보(Ortonovo)
- 피뇨네(Pignone)
- 포르토베네레(Porto Venere)
- 리코델골포디스페치아(Riccò del Golfo di Spezia)
- 리오마조레(Riomaggiore)
- 로케타디바라(Rocchetta di Vara)
- 산토스테파노디마그라(Santo Stefano di Magra)
- 사르차나(Sarzana)
- 세스타고다노(Sesta Godano)
- 바레세리구레(Varese Ligure)
- 베르나차(Vernazza)
- 베차노리구레(Vezzano Ligure)
- 치냐고(Zignago)